# Épaux-Bézu

Épaux-Bézu este o comună în departamentul Aisne din nordul Franței. În 1 ianuarie 2022 avea o populație de 540 de locuitori.